# Rode kabeljauw
De rode kabeljauw (Pseudophycis bachus) is een straalvinnige vissensoort uit de familie van de diepzeekabeljauwen (Moridae). De wetenschappelijke naam van de soort is voor het eerst geldig gepubliceerd in 1801 door Forster.